# Fajka czołowa

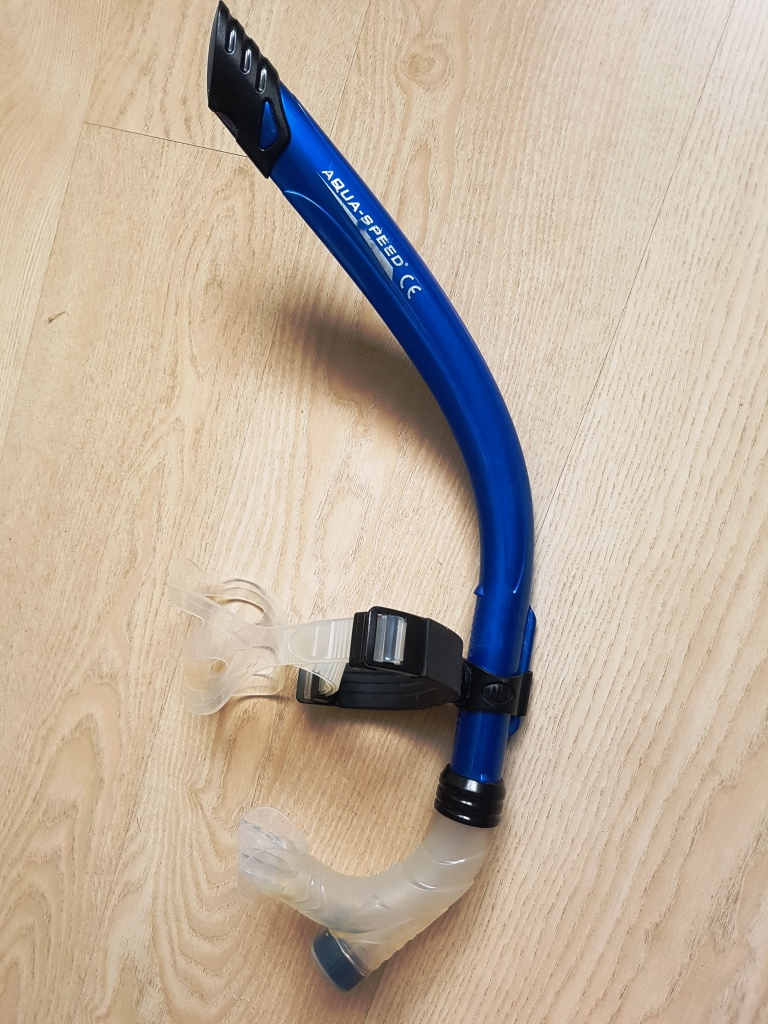
Fajka czołowa

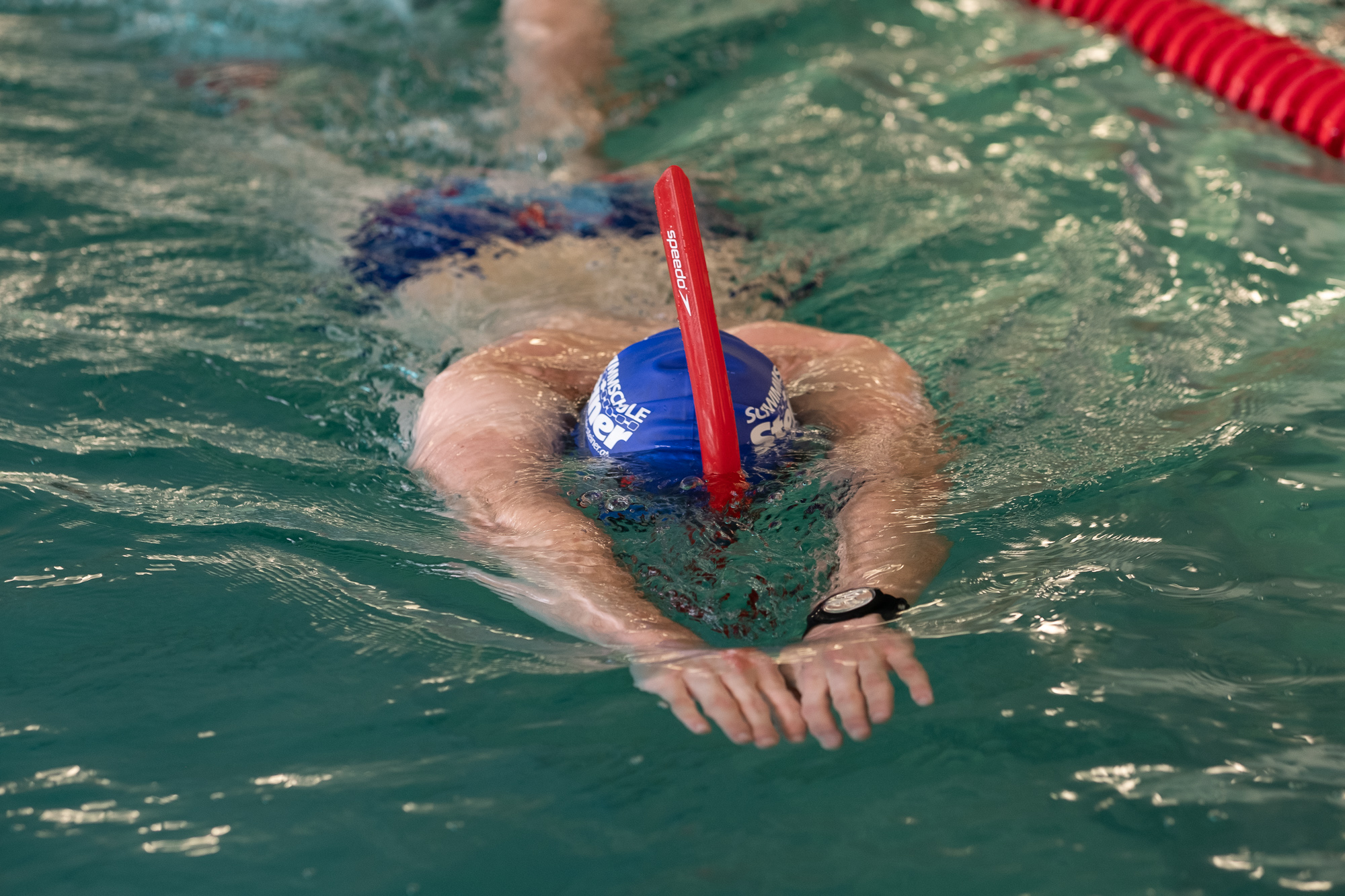
Trening na basenie z rurką czołową

Fajka czołowa, rurka czołowa – sprzęt pływacki służący do doskonalenia techniki pływania, głównie kraula.
Fajka czołowa składa się z: rurki, wymiennego ustnika, sylikonowej opaski mocującej do głowy, który zapewnia odpowiednie i stabilne mocowanie fajki, oraz zaworka, który pozwala na wydmuchiwanie wody.
Podobną w wyglądzie i w budowie do fajki czołowej jest rurka do nurkowania. Podstawową różnicą jest ich umieszczenie przy głowie – podczas gdy rurka do nurkowania jest umieszczania z boku, aby nie przesłaniać widoków, fajka do kraula umieszcza się przed czołem (stąd nazwa). Różnice w ułożeniu ustnika względem rurki (tu poprzecznie, w rurce do nurkowania podłużnie) oraz sposób mocowania uniemożliwiają stosowanie jednej rurki do obu zadań.